# Rolex (utwór)
Rolex – singiel amerykańskiego duetu muzycznego Ayo & Teo. Piosenka zajęła 20 miejsce na liście Billboard Hot 100. Została wyprodukowana przez BLSD i Backpack.
Nagranie w Polsce uzyskało certyfikat złotej płyty.

## Teledysk
Utwór został przesłany na konto Ayo & Teo na Youtube 13 stycznia 2017 r. Teledysk został przesłany na ich konto VEVO 26 maja 2017 r. Film uzyskał ponad 920 milionów wyświetleń do października 2021 r. i zawiera cameo Ushera. Film z utworem w wersji audio zdobył też ponad 130 milionów wyświetleń.